# Чорновіл Тарас Вячеславович
Тара́с Вячесла́вович Чорнові́л (нар. 1 червня 1964, Львів, Українська РСР) — український політолог, політичний діяч, блогер.
Народний депутат України III, IV, V, VI скликань Верховної Ради України.

## Життєпис
Українець, католик за віросповіданням. Народився 1 червня 1964 року в місті Львів. Батько — політичний діяч, радянський дисидент, журналіст, один із засновників Народного Руху України Вячеслав Чорновіл (1937—1999). Мати — українська культурна і церковна діячка, медик Олена Антонів (1937—1986).
- 1981—1982 — лаборант кафедри прикладної геодезії Львівського політехнічного інституту[4].
- 1982—1984 — служба в армії, смт Озерне Житомирська область.
- 1984—1989 — санітар операційного відділення Львівської міської лікарні швидкої медичної допомоги.
- 1986—1991 — студент біологічного факультету Львівського державного університету імені Івана Франка (не закінчив)[5].
- 1987—1988 — технічний редактор самвидавного журналу «Український вісник».
- 1988—1990 — видавець і головний редактор самвидавної газети «Молода Україна».
- Член УГГ (1987—1988), УГС (1988—1989), СНУМ (1988—1990). Учасник Львівського дискусійного клубу (1988—1989), Українського культурологічного клубу (1988—1989).
- 1990—1994 — депутат Львівської обласної ради.
- 1990—1992 — керівник Української незалежної видавничо-інформаційної спілки.
- 1993—1997 — заступник директора, пізніше директор, науково-видавничого підприємства «Мета».
- 1993—1997 — головний редактор видавництва «Стрім».
- 1998—1999 — радник голови НРУ В. Чорновола.
- З травня 1999 — керівник агітаційного відділу НРУ, помічник-консультант народного депутата України Г. Удовенка.
- З 1999 — головний редактор газети «Час».
- З грудня 2000 — член президії Громадського комітету опору «За правду».
- З лютого 2001 — член ради Громадської ініціативи «Форум національного порятунку».
- З травня 2001 — член ПРП.
- Активно долучався до масштабних протестних акцій «Повстань, Україно!» у 2002—2003 рр.

- Грудень 2004 — січень 2005 — довірена особа кандидата на пост Президента України Януковича, керівник виборчого штабу. За перехід у команду Януковича представники демократичних сил назвали Тараса зрадником. Громадська організація «Пора» визнала його переможцем у номінації «Зрадник року»[6][7].
- Серпень 2005 — 2006 — заступник керівника виборчого штабу Партії регіонів.
- Жовтень 2006 — грудень 2007 — радник Прем'єр-міністра України на громадських засадах[8][9].
- У 2009 році виключений з Партії регіонів за переговори з партією Юлії Тимошенко.

## Освіта
- 1986—1991 — Львівський національний університет, біологічний факультет (не закінчив)[5].
- Біля року навчався заочно в Українській академії друкарства[5]
- 2001—2005 — Інститут підвищення кваліфікації при Львівському національному університеті (спеціальність — «міжнародне право») (відрахований у 2005 році)[5].

## Політична та парламентська діяльність

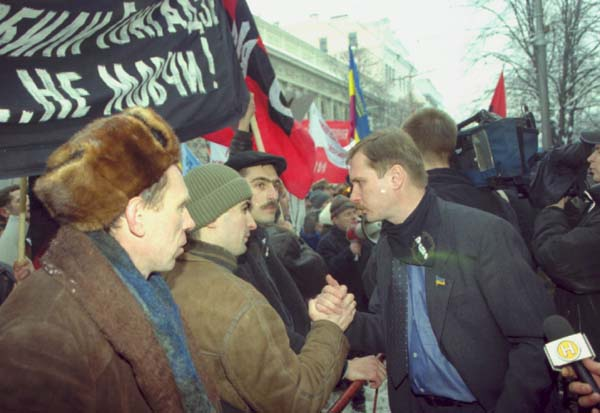
Тарас Чорновіл під час акції «Україна без Кучми»

Народний депутат України 3-го скликання з липня 2000 по травень 2002, виборчий округ № 115, Львівська область. На час виборів: головний редактор газети «Час», член НРУ. Член фракції НРУ (липень 2000 — лютий 2001), член фракції ПРП «Реформи-Конгрес» (з лютого 2001). Член Комітету з питань державного будівництва та місцевого самоврядування (з липня 2000).
Народний депутат України 4-го скликання з травня 2002 по травень 2006, виборчий округ № 116, Львівська область, висунутий Виборчим блоком політичних партій "Блок Віктора Ющенка «Наша Україна». За 65,99 %, 9 суперників. На час виборів: народний депутат України, член ПРП. Член фракції «Наша Україна» (травень 2002 — березень 2004), позафракційний (березень — квітень 2004), уповноважений представник групи «Центр» (квітень — грудень 2004), уповноважений представник фракції «Регіони України» (грудень 2004 — вересень 2005), член фракції Партії «Регіони України» (з вересня 2005). Голова підкомітету з питань бюджетного забезпечення органів місцевого самоврядування Комітету з питань державного будівництва та місцевого самоврядування (з червня 2002).
Народний депутат України 5-го скликання з травня 2006 по листопад 2007 від Партії регіонів, № 4 в списку. На час виборів: народний депутат України, член ПР. Член фракції Партії регіонів (з травня 2006). Голова підкомітету з питань зовнішньоекономічних зв'язків та транскордонного співробітництва Комітету Верховної Ради України у закордонних справах (з липня 2006).
Народний депутат України 6-го скликання з листопада 2007 від Партії регіонів, № 3 в списку. На час виборів: народний депутат України, член ПР. Член фракції Партії регіонів (листопад 2007 — червень 2009), позафракційний (червень 2009 — лютий 2011), групи «Реформи заради майбутнього» (лютий 2011 — лютий 2012), позафракційний (з лютого 2012). Перший заступник Голови Комітету Верховної Ради України у закордонних справах (з грудня 2007).
2 жовтня 2008 року ухвалив рішення покинути ряди Партії регіонів.
9 червня 2009 року політрада Партії регіонів виключила Чорновола зі своєї фракції.
16 лютого 2011 року увійшов до депутатської групи «Реформи заради майбутнього». Вийшов з неї 9 лютого 2012 року через скандал навколо записів Романа Забзалюка.
Після перемоги у 2014 році Петра Порошенка на президентських виборах став активним прихильником п’ятого президента. Як блогер та політолог регулярно виступав на підтримку та захист Порошенка у медійному полі.
З 2019 року Тарас Чорновіл є критиком влади Зеленського.

## Родина
Дружина Марія — програмістка. 
Діти. Від першого шлюбу двійнята Максим та Богдан (1988 р.н.) з трьох років живуть у Німеччині.
Від другого шлюбу Маркіян (1998 р.н.).

## Нагороди
- Почесна грамота Верховної Ради України (грудень 2005).
- Нагороджений грамотою президії ПП «Партія регіонів» (грудень 2005) за активну розбудову партійних осередків.

## Інше
- Володіє англійською, російською та польською мовами.
- Захоплення: гірський і автотуризм, фотографія.[джерело?]

## Цитати
|  | …Коли я бачу, як Янукович розправляється з тими, хто є невигідними партнерами для Росії або для групи Хорошковського-Льовочкіна, і як він боїться слово сказати цим людям, то у мене з'являється відчуття, що насправді керують усім напряму приставлені до нього «смотрящие», а він — так, весільний генерал. |

|  | …Всі, хто працює в Росії (трудові мігранти з України), за рідкісним винятком, підписали угоду про співпрацю з ФСБ. Це навіть не обговорюється. Немає жодного поїхавшого на заробітки в РФ українця, якого б там не завербувала ФСБ. |

## Скандали
1 червня 2023 року Тарас Чорновіл образив голову медслужби «Вовків Да Вінчі» Аліну Михайлову.
13 червня 2023 року група молодиків біля будинку Тараса Чорновола напала на екснардепа: його облили з пляшки сечею, зеленкою, після чого четверо молодиків його схопили й викинули у контейнер для сміття.
Сам Чорновіл назвав цей напад замовленням Офісу Президента за критику влади.
13 червня 2025 року медієвіст та шекспірознавець Віктор Кирій став центральною фігурою скандалу після того, як дав відповідь Тарасу Чорноволу на його звинувачення, які прозвучали у відео Т. Чорновола за 20 вересня 2024 року на адресу Віктора Кирія. Причиною стало те, що Тарас Чорновіл у відповіді на коментар своєї глядачки про відео Віктора Кирія, яке стосується Петра Порошенка, та інструкції до закону про ставку Верховного Головнокомандувача, за словами Кирія доповнення до закону про ЗСУ (Розділ ІІІ, ст.7) було прийнято 5.10.2000 року, за пропозицією Медведчука. Тарас Чорновіл назвав інформацію про цей закон "маразмом і аферою". Хоч у відео ця поправка показана на скріні. У відео також йшлося про інструкцію до цього закону, яка - під грифом "секретно". Тарас Чорновіл мотивує це тим, що закон «Про Ставку Верховного Головнокомандувача» був прийнятий 2017 року.
Цей інцидент викликав значний резонанс у суспільстві. 

## Галерея

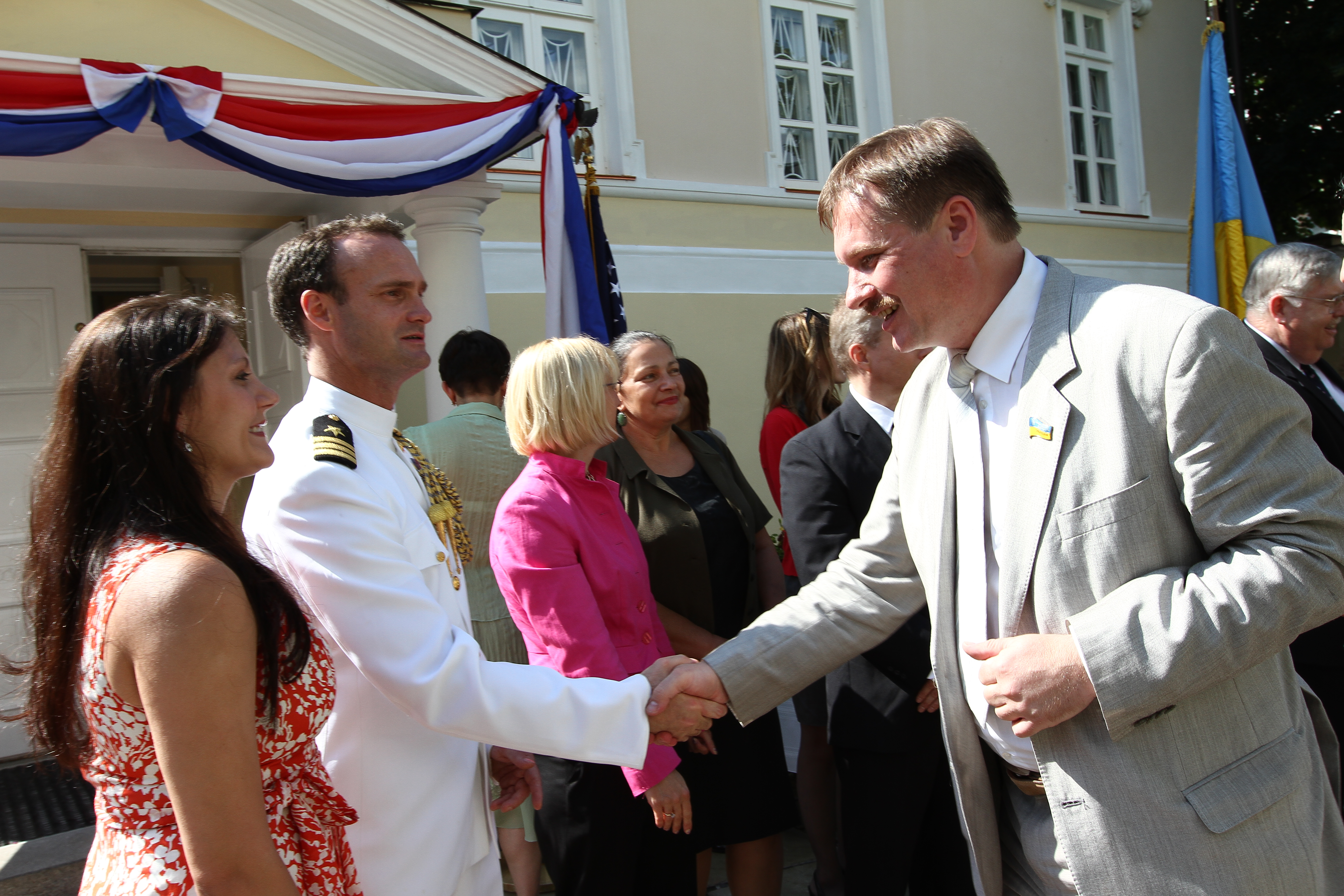
Святкування Дня Незалежності в Києві, резиденція Посла, 6 липня 2011 року за участю народного депутата України Тараса Чорновола
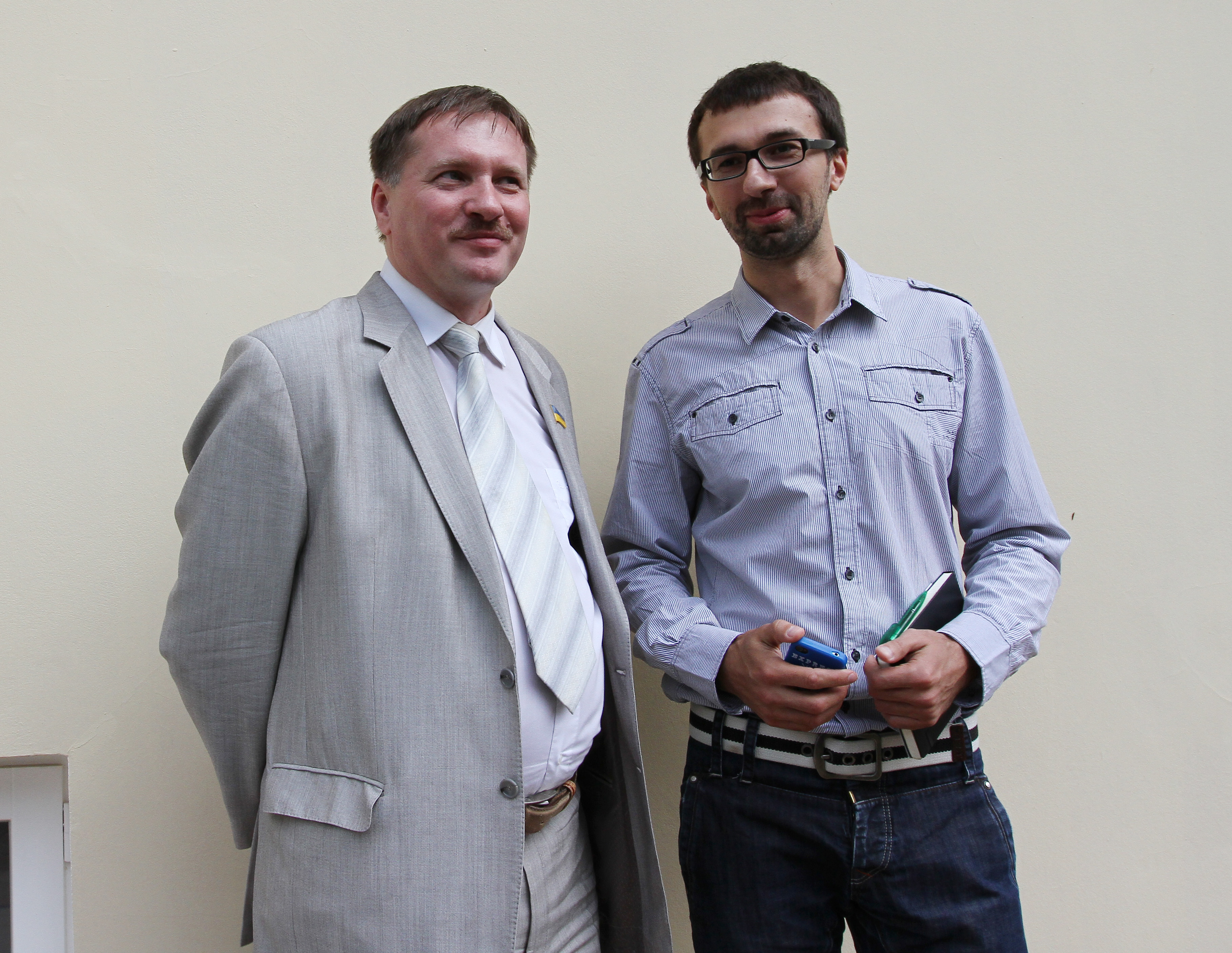
Святкування Дня Незалежності в Києві, резиденція Посла, 6 липня 2011 року; журналіст «Української правди» Сергій Лещенко та народний депутат Тарас Чорновіл